# 토마리 테이
토마리 테이(일본어:  泊 帝, 1980년 7월 31일 ~ )는 일본의 배우로, 도쿠시마현 출신했다.